# Spermophilus fulvus
Espèce
Statut de conservation UICN

 LC  : Préoccupation mineure
Spermophilus fulvus est une espèce de mammifères rongeurs de la famille des Sciuridae. Il est appelé en français Spermophile jaune, Souslik jaune ou encore Souslik fauve.

## Liste des sous-espèces
Selon NCBI (4 oct. 2012) :
- sous-espèce Spermophilus fulvus oxianus